# Fritz Lechner
Fritz Lechner (* 22. April 1921; † 25. Mai 2013) war ein deutscher Chirurg. Er war Pionier auf dem Gebiet der Endoprothetik.

## Werdegang
Lechner promovierte 1949 an der Medizinischen Fakultät der Ludwig-Maximilians-Universität München. Er war bis 1992 Ärztlicher Direktor des Kreiskrankenhauses Garmisch-Partenkirchen und begründete dessen Renommee auf dem Gebiet des künstlichen Ersatzes von Hüft- und Kniegelenken.
Er  habilitierte sich 1974 an der   Technischen Universität München. Sie ernannte ihn zum  apl. Professor.

## Ehrungen
- Bundesverdienstkreuz am Bande (14. Oktober 1974)[4]
- Bayerischer Verdienstorden
- Ehrenbürger von Garmisch-Partenkirchen

## Quelle
- Kürschners Deutscher Gelehrten-Kalender (online)